# تپه کانی شاه ۱
تپه کانی شاه ۱ مربوط به هزاره اول قبل از میلاد است و در شهرستان تکاب، بخش تخت سلیمان، دهستان احمدآباد، روستای حسن‌آباد واقع شده و این اثر در تاریخ ۷ اسفند ۱۳۸۵ با شمارهٔ ثبت ۱۷۶۵۴ به‌عنوان یکی از آثار ملی ایران به ثبت رسیده است.